# Касталь-Мааф
Касталь-Мааф (араб. قسطل معاف‎) — небольшой город на северо-западе Сирии, расположенный на территории мухафазы Латакия. Входит в состав района Латакия. Является административным центром одноимённой нахии.

## Географическое положение
Город находится в северо-западной части мухафазы, к югу от государственной границы с Турцией, на высоте 600 метров над уровнем моря.

Касталь-Мааф расположен на расстоянии приблизительно 31 километра к северо-северо-востоку (NNE) от города Латакия, административного центра провинции и на расстоянии 253 километров к северо-северо-западу (NNW) от Дамаска, столицы страны.

## Население
По данным официальной переписи 2004 года численность населения города составляла 585 человек (305 мужчин и 280 женщин). В этническом составе населения преобладают туркоманы, в конфессиональном — сунниты.

## Транспорт
Ближайший гражданский аэропорт — Международный аэропорт имени Басиля Аль-Асада.